# Petro Dorošenko
Petro Dorofijovič Dorošenko (ukrajinsko Петро Дорофійович Дорошенко, latinizirano: Petro Dorofijovyč Dorošenko) je bil politični in vojaški vodja kozakov, hetman Desnobrežne Ukrajine (1665–1672) in vojvoda v Ruskem carstvu, * 1627, † 19. november 1698. 

## Ozadje in zgodnja kariera
Petro Dorošenko je bil rojen v Čigirinu v plemiški kozaški družini z močno vojaško tradicijo. Njegov oče, registrirani kozak, je imel čin polkovnika, njegov stari oče Mihajlo pa je nosil bulavo kot hetman registrirane kozaške vojske (ok. 1623 do 1628).
Čeprav ni znano, kje se je Dorošenko šolal, je nedvomno prejel odlično izobrazbo. Tekoče je govoril latinsko in poljsko in imel široko znanje zgodovine. Leta 1648 se je pridružil silam Bogdana Hmelnickega v uporu proti poljski oblasti v Ukrajini med letoma 1648 in 1657. V zgodnejših fazah vstaje je Dorošenko opravljal tako vojaške kot diplomatske posle. Služil je predvsem v Čigirinskem polku, kjer je imel čin topniškega tajnika, leta 1657 pa je bil imenovan za polkovnika Priluškega polka. Ko je Hmelnicki leta 1657 umrl, je Dorošenko podprl izvolitev generalnega kanclerja (Генеральний писар, General'nyj pysar) Ivana Vigovskega za Hmelnickega naslednika. Med letoma 1657 in 1658 je pomagal hetmanu Vigovskemu (na položaju 1657–1659) zatreti proruski upor Jakiva Barabaša in Martina Puškarja, krvav bratomorni spopad, v katerem je umrlo približno 50.000 ljudi. 
Zaporoški hetman Pavlo Teterja (na položaju 1663–1665) je leta 1663 Dorošenka povišal v čin svojega glavnega (generalskega) jesaula. Dorošenko je postal vodja kozaške staršine (višjih častnikov) in elementov znotraj cerkvenih oblasti, ki so nasprotovali Perejaslavskemu sporazumu med kozaki in Ruskim carstvom iz leta 1654. Dorošenko je leta 1665, s podporo Krimskih Tatarov in osmanske Turčije, zatrl proruske kozaške tolpe in 10. oktobra 1665 postal hetman Desnobrežne Ukrajine. 

## Hetman

### Hetmanstvo in Andrusovsko premirje
Poljska se je umaknila iz Desnobrežne Ukrajine zaradi številnih kmečkih in kozaških uporov, katerih uporniki so si prizadevali zavarovati svoje svoboščine z vojaško podporo drugih držav, ne le Poljske in Moskve. Podporo so našli v Osmanskem cesarstvu in Krimskem kanatu. Krimski kanat je za vodjo kozakov sprva priznaval sotnika (kapitana) Stepana Oparo iz Medvedevske čete, ki ga je istega poletja 1665 zamenjal Dorošenko. Da bi utrdil svoj položaj, je Dorošenko uvedel reforme v upanju, da si bo s tem pridobil spoštovanje običajnih kozakov. Pogosto je organiziral široke skupščine,  kjer je prisluhnil mnenjem nižjih slojev. Da bi se znebil odvisnosti od višjih častnikov, je ustanovil serdjuške (najemniške) polke, ki so šteli 20.000 najemnikov pešakov in bili porejeni izključno njemu. Ko se je začel njegov hetmanski mandat, je Dorošenko, tako kot vsi desnobrežni hetmani, vodil Poljski naklonjeno politiko, ko je izvedel za podpis Andrusovskega premirja, pa je politiko spremenil. Sporazum je Ukrajino uradno razdelil med Poljsko in Rusijo, pri čemer je Rusija dobila Levobrežno, Poljska pa Desnobrežno Ukrajino. Dorošenko naj bi delitev Ukrajine doživel kot napad.  Opustil je propoljsko politiko in se odločil poiskati pomoč v Osmanskem cesarstvu. 

### Vojna s Poljsko in turško zavezništvo
Pozimi leta 1666 je Dorošenko s podporo Krimskih Tatarov premagal poljske sile v bitki pri Brajlovu, potem pa je že jeseni 1667 izgubil bitko pri Podhajcah. Po bitki je Dorošenkova opozicija, ki so jo vodili koški ataman Ivan Sirko in Tatari, ustavila njegovo nadaljnje napredovanje proti Poljakom.

### Vstaja v Levobrežni Ukrajini
Ko je bila Desnobrežna Ukrajina na videz zavarovana, je Dorošenko s svojo vojsko odšel v Levobrežno Ukrajino in podprl upor Ivana Brjuhoveckega proti Rusiji.
Po usmrtitvi Brjuhoveckega je bil Dorošenko 18. junija razglašen za hetmana vse Ukrajine. Ko je po uspešni združitvi Ukrajine Dorošenko dosegel vrhunec moči, so se proti njemu združili njegovi številni sovražniki. Nova poljska ofenziva ga je prisilila, da se je vrnil v Desnobrežno Ukrajino in za vršilca dolžnosti hetmana Levobrežne Ukrajine  imenoval Demjana Mnogogrišnega. Dorošenku je uspelo doseči osvoboditev Josifa Tukalskega-Neljuboviča, metropolita Kijeva, Galicije in vseh Ukrajincev, iz poljskega ujetništva. Metropolit je svoj sedež preselil iz Kijeva v Čigirin.
Januarja 1668 je Svet častnikov (starešin) v Čigirinu podprl Dorošenkov namen, da se poveže z Osmanskim cesarstvom. Jeseni 1668 je v Konstantinopel odšla kozaška delegacija s predlogom za vojaško zavezništvo med kozaško državo in Osmanskim cesarstvom. Zavezništvo je bilo potrjeno na Korsunskem kozaškem svetu (Generalni vojaški svet) leta 1669, ki je potekal od 10. do 12. marca. Zavezništvo je  končno razglasil  sultan Mehmed IV. 1. maja 1669. Dorošenko pa je prejel naziv sandžak-beg.

### Separatizem Mnogogrišnega, Suhovija in Hanenka
Jeseni 1668 je Demijan Mnogogrišni prisegel zvestobo Rusiji in 13. marca 1669 je bila njegova izvolitev za hetmana potrjena. Jeseni 1668 so nekateri Zaporoški kozaki, ki so nasprotovali Dorošenku, za novega hetmana izvolili zaporoškega sičnega kanclerja Petra Suhovija, ki si je zagotovil tudi podporo Krimskih Tatarov. Suhovij je izzval Dorošenka, a ga je v bitki pri Olhivcu premagala vojska Petra Dorošenka in Ivana Sirka.  Poleti 1669 je Suhovij skupaj s Tatari napadel Dorošenka, potem pa je Osmansko cesarstvo zahtevalo, da Krimski Tatari umaknejo svojo podporo Suhoviju. Junija 1669 je bil Suhovij odstavljen in podprl izvolitev polkovnika Umanskega polka Mihaila Hanenka za svojega naslednika. Ko je Dorošenko 29. oktobra 1669 v bitki pri Steblovu porazil Hanenka, je Suhovij pobegnil na Krim.
Leta 1670 je Dorošenko v pogajanjih s Poljsko v Ostrogu prek lokalne komisije neuspešno poskušal oživiti načela Gadjaškega sporazuma iz leta 1658. Medtem je Hanenkovim odposlancem uspelo 2. septembra 1670 v Ostrogu skleniti sporazum s Poljaki. Kmalu zatem, ko so Poljaki priznali Hanenkovo hetmanstvo, sta on in Jan Sobieski sprožila obsežno invazijo na Desnobrežno Ukrajino. 

### Vojna kampanja proti Poljski in Rusiji
Leta 1672 se je Dorošenko z 12.000 možmi priključil osmanski vojski 100.000 mož, ki je napadla Poljsko, premagala poljsko vojsko v bitki pri Čertvenivki in oblegala Kamjanec-Podolski in Lvov. Kamjanec-Podolski je bil osvojen in izropan. Vojna se je končala z zasedbo Podolja in podpisom Bučaškega mirovnega sporazuma. V skladu z določbami sporazuma je bilo Podolsko vojvodstvo spremenjeno v osmansko provinco. Braclavsko vojvodstvo in južni del Kijevskega vojvodstva naj bi bila priznana kot kozaško ozemlje, ki bi ga upravljal Dorošenko kot osmanski podanik. Vojna je imela za Dorošenka težke posledice, ker je opustošila njegovo državo. Prostrano ukrajinsko ozemlje je bilo opustošeno, mesta požgana, Krimski Tatari pa so odpeljali v ujetništvo na stotine ljudi.
Medtem je poleti 1672 na Kozaškem generalnem svetu blizu Konotopa v Kozaškem gaju Demijana Mnogogrišnega zamenjal Ivan Samojlovič. Ker je bila med osmansko kampanjo opustošena tudi Desnobrežna Ukrajina, je Dorošenko zaradi sodelovanja z "osovraženimi neverniki" začel izgubljati spoštovanje svojih prej zvestih podanikov. Zavezništvo z Osmanskim cesarstvom je odigralo ključno vlogo pri njegovih osebnih uspehih, prebivalstvo pa je zaradi Osmanov zelo trpelo. Ker so bile Dorošenkove sile zaradi nenehnih vojn oslabljene, je bil Dorošenko prisiljen vse bolj zanašati se na Osmane. To je postalo zelo nepriljubljeno pri večini globoko pravoslavnih krščanskih kozakov. Turki so veljali za osovražene nevernike Evrope. Na častniškem svetu v Perejaslavu  17. marca 1674 je bil za hetmana vse Ukrajine razglašen Samojlovič, vendar je bil njegov položaj do Dorošenkovega odstopa neveljaven. Poleti 1674 je Samojlovič skupaj z Rusom Grigorijem Romodanovskim začel pohod proti Dorošenku in oblegal Čigirin.  Mihajlo Hanenko je takrat svoj hetmanski naziv predal Samojloviču v zameno za nekaj zemljiških posesti. Velikemu vezirju Kara Mustafi je uspelo prekiniti obleganje in ruske sile pregnati čez Dneper.
Dorošenko je jeseni 1675 na kozaškem svetu v Čigirinu odstopil in pred pričo Ivanom Sirkom prisegel zvestobo Rusiji. Ruska vlada je od njega zahtevala ponoven odstop, in sicer na ozemlju Levobrežne Ukrajine, pri katerem naj bi bila priči Samojlovič in Romodanovski, kar je Dorošenko zavrnil. Jeseni 1676 je Samojlovič s 30.000 možmi prečkal Dneper in ponovno napadel Čigirin. Po več urah bitke je Dorošenko svojo garnizijo najemnikov, ki je štela 2000 mož, pozval, naj odloži orožje. Sam se je odločil, da bo odstopil, in 19. septembra 1676 to tudi storil.
Dorošenka so aretirali in odpeljali v Moskvo, kjer je bil v častnem izgnanstvu,  od koder se ni nikoli več vrnil v Ukrajino.

## Dorošenko v ruski službi
Leta 1676 je Petro Dorošenko prosil novega ruskega carja Fjodorja III. za odpuščanje in mu obljubil zvestobo. Leta 1679 je bil imenovan za vojevodo (guvernerja) Vjatke v osrednji Rusiji. Po nekaj letih službovanja  je dobil posestvo Jaropolča v Volokolamskem okrožju. Umrl je leta 1698 v okolici Volokolamska.  

## Zapuščina
Dorošenko do danes ostaja kontroverzna osebnost v ukrajinski zgodovini. Nekateri ga imajo za narodnega junaka, ki si je želel neodvisno Ukrajino, medtem ko ga drugi vidijo kot oblastnega kozaškega hetmana, ki je muslimanskemu sultanu ponudil Ukrajino v zameno za dedno oblast nad rodno državo. 

## Potomci
Med Dorošenkovimi potomci so bili Natalija Puškina, Marija Nirod in Dmitro Dorošenko.  
Natalija je bila poročena s pesnikom Aleksandrom Sergejevičem Puškinom in imela hčerko, prav tako Natalijo, ki je bila po poroki z nassauskim knezom imenovana za grofico Merenberško. Njuni potomci so se kasneje poročali, med drugim, z dinastijo Romanov in plemiškimi družinami Westminster in Milford-Haven iz Velike Britanije. 
Dmitro je bil pomembna ukrajinska politična osebnost med rusko revolucijo in vodilni ukrajinski emigrantski zgodovinar v medvojnem obdobju. 
Leta 2013 je bil s podporo Muzeja hetmanstva ustanovljen Sklad hetmana Petra Dorošenka. Sklad financira raziskave o ukrajinskih hetmanih Mihajlu in Petru Dorošenku in Dorošenkovo rodoslovje.